# Sự mở rộng Liên Hợp Quốc

Bản đồ các quốc gia thành viên của Liên Hợp Quốc hiện tại theo năm gia nhập.
1945 (thành viên sáng lập)
1946-1959
1960-1989
1990-nay
là quan sát viên không phải là thành viên

Tính đến tháng 4/2015, có 193 quốc gia là thành viên Liên Hợp Quốc (UN), các quốc gia đó đồng thời là thành viên Đại Hội đồng Liên Hợp Quốc.
Sau đây là danh sách các thành viên Liên Hợp Quốc theo thời gian gia nhập (với nghị quyết Hội đồng Bảo an (SCR) phê chuẩn và được Đại Hội đồng Liên Hợp Quốc ban hành nghị quyết thông qua (GAR)), bao gồm thành viên cũ. Thành viên có "→" đã thay đổi tên có tư cách thành viên trong Liên Hợp Quốc tiếp tục bởi 1 quốc gia kế nhiệm, sáp nhập từ các thành viên khác, hoặc đã bị giải tán.

## Tiến trình mở rộng củaLiên Hợp Quốc

### Thập niên 1940

#### 1945(thành viên sáng lập)
Liên Hợp Quốc chính thức ra đời vào ngày 24/10/1945, sau khi Hiến chương Liên Hợp Quốc được phê chuẩn với 5 thành viên thường trực Hội đồng Bảo an Liên Hợp Quốc (Trung Quốc, Pháp, Liên Xô, Liên hiệp Anh và Hoa Kỳ) và đa số các bên ký kết khác. Tổng cộng có 51 thành viên ban đầu (hoặc thành viên sáng lập) tham gia vào năm đó; 50 thành viên đã ký Hiến chương tại Hội nghị Liên Hợp Quốc về một tổ chức quốc tế tại San Francisco vào ngày 26/6/1945, Ba Lan không có đại diện tham gia hội nghị, đã ký sau vào ngày 15/10/1945.
24/10/1945:
- Argentina
- Belarus (ghế được nắm giữ bởi  Cộng hòa Xã hội Chủ nghĩa Xô viết Byelorussia → đổi tên thành  Belarus năm 1991)
- Brazil
- Chile
- Trung Quốc (ghế được nắm giữ bởi  Trung Quốc Dân Quốc) (tới 1949,  Trung Hoa Dân Quốc Đài Loan) → Trung Quốc (ghế được chuyển giao cho  Cộng hòa Nhân dân Trung Hoa) (Nghị quyết 2758)
- Cuba →  Cuba Cộng sản
- Tiệp Khắc (ghế nắm giữ do  Đệ Tam Cộng hòa Tiệp Khắc →  Cộng hòa Xã hội Chủ nghĩa Tiệp Khắc →  Liên bang Cộng hòa Séc và Slovak) → giải tán (Thành viên hiện tại của Tiệp Khắc:  Cộng hòa Séc  và  Slovakia)[F]
- Đan Mạch
- Cộng hòa Dominican
- Ai Cập →  Cộng hòa Ả Rập Thống nhất (thời kỳ sáp nhập với  Syria) [A] →  Cộng hòa Ả Rập Ai Cập
- El Salvador
- Pháp (ghế nắm giữ bởi  Chính phủ lâm thời Cộng hòa Pháp → trở thành  Đệ Tứ Cộng hòa Pháp → được tái lập  Đệ Ngũ Cộng hòa Pháp năm 1958)
- Haiti
- Iran →  Cộng hòa Hồi giáo Iran
- Lebanon
- Luxembourg
- New Zealand
- Nicaragua
- Paraguay
- Khối Thịnh vượng chung Philippines →  Cộng hòa Philippine  →  Cộng hòa Philippines
- Ba Lan →  Cộng hòa Nhân dân Ba Lan →  Đệ Tam Cộng hòa Ba Lan
- Saudi Arabia
- // Liên Xô (Liên bang Cộng hòa Xã hội Chủ nghĩa Xô viết) →  Liên bang Nga  (quốc gia kế tục)
- Syria →  Cộng hòa Ả Rập Thống nhất  (sáp nhập gồm  Ai Cập) [A] →  Cộng hòa Ả Rập Syria
- Thổ Nhĩ Kỳ
- Ukraina (ghế nắm giữ bởi  Cộng hòa Xã hội Chủ nghĩa Xô viết Ukraina → đổi tên  Ukraina năm 1991)
- Liên hiệp Vương quốc Anh và Bắc Ireland
- Hoa Kỳ
- Liên bang Dân chủ Nam Tư →  Liên bang Cộng hòa Nhân dân Nam Tư →  Cộng hòa Liên bang Xã hội Chủ nghĩa Nam Tư → giải tán (quốc gia kế tục:  Cộng hòa Liên bang Nam Tư sau đó giải thể; thành viên hiện tại sau khi Nam Tư sụp đổ:  Bosnia và Herzegovina,  Croatia,  Cộng hòa Bắc Macedonia,  Montenegro,  Serbia, and  Slovenia[G])

25/10/1945:  Vương Quốc Hy Lạp →  Cộng hòa Hy Lạp
30/10/1945:  Ấn Độ →  Lãnh thổ ủy trị Ấn Độ →  Cộng hòa Ấn Độ
31/10/1945:  Peru
1/11/1945:  Australia
2/11/1945:
- Costa Rica
- Liberia

5/11/1945:  Colombia
7/11/1945:
- Mexico
- Liên minh Nam Phi → [[9 tháng 11| Nam Phi]]

9/11/1945:  Lãnh thổ Ủy trị Canada →  Canada
13/11/1945:
- Đế chế Ethiopia →  Derg →  Cộng hòa Dân chủ Nhân dân Ethiopia →  Chính phủ chuyển tiếp Ethiopia →  Cộng hòa Liên bang Dân chủ Ethiopia
- Panama

14/11/1945:  Bolivia →  Bolivia (Cộng hoà Đa dân tộc)
15/11/1945:  Venezuela →  Venezuela (Cộng hòa Boliva)
21/11/1945:  Guatemala
27/11/1945:  Na Uy
10/12/1945:  Hà Lan
17/12/1945:  Honduras
18/12/1945:  Uruguay
21/12/1945:
- Ecuador
- Vương quốc Iraq →  Cộng hòa Iraq →  Ba'athist Iraq →  Iraq

27/12/1945:  Bỉ

#### 1946
19/11/1946:
- Vương quốc Afghanistan (SCR 8, GAR 34) →  Cộng hòa Afghanistan → // Cộng hòa Dân chủ Afghanistan →  Nhà nước Hồi giáo Afghanistan →  Cộng hòa Hồi giáo Afghanistan
- Iceland (SCR 8, GAR 34)
- Thụy Điển (SCR 8, GAR 34)

16/12/1946:  Xiêm (SCR 13, GAR 101) →  Thái Lan

#### 1947
30/9/1947:
- Pakistan (SCR 29, GAR 108)
- Bắc Yemen (SCR 29, GAR 108) →  Yemen (hợp nhất với  Nam Yemen)[D]

#### 1948
19/4/1948:  Liên bang Miến Điện (SCR 45, GAR 188) →  Cộng hòa Liên bang Xã hội Chủ nghĩa Miến Điện →  Liên bang Myanmar →  Myanmar

#### 1949
11/5/1949:  Israel (SCR 69, GAR 273)

### Thập niên 1950

#### 1950
28/9/1950:  Indonesia (SCR 86, GAR 491)[C]

#### 1955
14/12/1955:
(tất cả được thông qua bởi SCR 109 và GAR 995)
- Albania →  Cộng hòa Albania
- Áo
- Bulgaria →  Cộng hòa Bulgaria
- Campuchia →  Cộng hòa Khmer →  Khmer Đỏ →  Cộng hòa Nhân dân Campuchia →  Campuchia
- Tích Lan →  Sri Lanka
- Phần Lan
- Cộng hòa Nhân dân Hungary (SCR 24) →  Hungary
- Ireland
- Italy (SCR 25)
- Jordan
- Vương quốc Lào →  Cộng hòa Dân chủ Nhân dân Lào
- Libya →  Cộng hòa Ả Rập Libya →  Đại dân quốc Nhân dân Xã hội Chủ nghĩa Ảrập Libya →  Libya
- Vương quốc Nepal →    Cộng hòa Dân chủ Liên bang Nepal
- Bồ Đào Nha
- Cộng hòa Nhân dân România →  Cộng hòa Xã hội chủ nghĩa România →  România
- Tây Ban Nha Francoist →  Vương quốc Tây Ban Nha

#### 1956
12/11/1956:
- Sudan (SCR 112, GAR 1110) →  Cộng hòa Sudan
- Morocco (SCR 115, GAR 1111)
- Tunisia (SCR 116, GAR 1112)

18/12/1956:  Nhật Bản (SCR 121, GAR 1113)

#### 1957
8/3/1957:  Ghana (SCR 124, GAR 1118)
17/9/1957:  Liên bang Malaya (SCR 125, GAR 1134) →  Malaysia

#### 1958
22/2/1958:  Ai Cập và  Syria hợp nhất thành  Cộng hòa Ả Rập Thống nhất[A]
12/12/1958:  Guinea (SCR 131, GAR 1325)

### Thập niên 1960

#### 1960
20/9/1960:
- Cameroun (SCR 133, GAR 1476) →  Cộng hòa Liên bang Cameroon →  Cameroon
- Togo (SCR 136, GAR 1477)
- Madagascar (SCR 140, GAR 1478)
- Somalia (SCR 141, GAR 1479)
- Congo (Léopoldville) (SCR 142, GAR 1480) →  Zaire →  Cộng hòa Dân chủ Congo
- Dahomey (SCR 147, GAR 1481) →  Benin
- Niger (SCR 148, GAR 1482)
- Thượng Volta (SCR 149, GAR 1483) →  Burkina Faso
- Bờ Biển Ngà (SCR 150, GAR 1484) →  Côte d'Ivoire
- Chad (SCR 151, GAR 1485)
- Cộng hòa Congo SCR 152, GAR 1486) →  Cộng hòa Nhân dân Congo →  Cộng hòa Congo
- Gabon (SCR 153, GAR 1487)
- Trung Phi (SCR 154, GAR 1488) →  Đế chế Trung Phi →  Cộng hòa Trung Phi
- Cộng hòa Síp (SCR 155, GAR 1489)

28/9/1960:
- Senegal (SCR 139 và SCR 158, GAR 1490)
- Mali (SCR 139 và SCR 159, GAR 1491)

7/10/1960:  Nigeria (SCR 160, GAR 1492)

#### 1961
27/9/1961:  Sierra Leone (SCR 165, GAR 1623)
27/10/1961:
- Cộng hòa Nhân dân Mông Cổ (SCR 166, GAR 1630) →  Mông Cổ
- Mauritania (SCR 167, GAR 1631)

14/12/1961:  Tanganyika (SCR 170, GAR 1667) →  Cộng hòa Liên bang Tanzania (sau sáp nhập với  Zanzibar)[B]

#### 1962
18/9/1962:
- Rwanda (SCR 172, GAR 1748)
- Burundi (SCR 173, GAR 1749)
- Jamaica (SCR 174, GAR 1750)
- Trinidad và Tobago (SCR 175, GAR 1751)

8/10/1962:  Algeria (SCR 176, GAR 1754)
25/10/1962:  Uganda (SCR 177, GAR 1758)

#### 1963
14/5/1963:  Kuwait (GAR 1872)
16/12/1963:
- Zanzibar (SCR 184, GAR 1975) → sáp nhập với  Tanganyika (hiện tại  Cộng hòa Liên bang Tanzania)[B]
- Kenya (SCR 185, GAR 1976)

#### 1964
1/12/1964:
- Malawi (SCR 195, Đại Hội đồng quyết định)
- Malta (SCR 196, Đại Hội đồng quyết định)
- Zambia (SCR 197, Đại Hội đồng quyết định)

#### 1965
20/1/1965:  Indonesia rút khỏi Liên Hợp Quốc[C]
21/9/1965:
- Gambia (SCR 200, GAR 2008)
- Maldives (SCR 212, GAR 2009)
- Singapore (SCR 213, GAR 2010)

#### 1966
20/9/1966:  Guyana (SCR 223, GAR 2133)
28/9/1966:  Indonesia tái trở lại Liên Hợp Quốc[C]
17/10/1966:
- Botswana (SCR 224, GAR 2136)
- Lesotho (SCR 225, GAR 2137)

9/12/1966:  Barbados (SCR 230, GAR 2175)

#### 1967
14/12/1967:  Nam Yemen (SCR 243, GAR 2310) → sáp nhập với  Bắc Yemen (hiện tại là  Yemen)[D]

#### 1968
24/4/1968:  Mauritius (SCR 249, GAR 2371)
24/9/1968:  Swaziland (SCR 257, GAR 2376)
12/11/1968:  Guinea Xích đạo (SCR 260, GAR 2384)

### Thập niên 1970

#### 1970
13/10/1970:  Fiji (SCR 287, GAR 2622)

#### 1971
21/9/1971:
- Bhutan (SCR 292, GAR 2751)
- Bahrain (SCR 296, GAR 2752)
- Qatar (SCR 297, GAR 2753)

7/10/1971:  Oman (SCR 299, GAR 2754)
9/12/1971:  Các Tiểu Vương quốc Ả Rập Thống nhất (SCR 304, GAR 2794)

#### 1973
18/9/1973:
- Cộng hòa Liên bang Đức (SCR 335, GAR 3050) →  Đức (sau thống nhất với  Cộng hòa Dân chủ Đức)[E]
- Cộng hòa Dân chủ Đức (SCR 335, GAR 3050) → thống nhất với  Cộng hòa Liên bang Đức (hiện tại là  Đức)[E]
- Bahamas (SCR 336, GAR 3051)

#### 1974
17/9/1974:
- Bangladesh (SCR 351, GAR 3203)
- Grenada (SCR 352, GAR 3204)
- Guinea-Bissau (SCR 356, GAR 3205)

#### 1975
16/9/1975:
- - Cape Verde (SCR 372, GAR 3363)
- São Tomé và Príncipe (SCR 373, GAR 3364)
- Cộng hòa Nhân dân Mozambique (SCR 374, GAR 3365) →  Mozambique

10/10/1975:  Papua New Guinea (SCR 375, GAR 3368)
12/11/1975:  Nhà nước Comoros (SCR 376, GAR 3385) →  Cộng hòa Hồi giáo và Liên bang Comoros →  Liên bang Comoros
4/12/1975:  Suriname (SCR 382, GAR 3413)

#### 1976
21/9/1976: / Seychelles (SCR 394, GAR 31/1)
1/12/1976:  Cộng hòa Nhân dân Angola (SCR 397, GAR 31/44) →  Cộng hòa Angola
15/12/1976:  Tây Samoa (SCR 399, GAR 31/104) →  Samoa

#### 1977
20/9/1977:
- Djibouti (SCR 412, GAR 32/1)
- Việt Nam (SCR 413, GAR 32/2)

#### 1978
19/9/1978:  Đảo Solomon (SCR 433, GAR 33/1)
18/12/1978:  Dominica (SCR 442, GAR 33/107)

#### 1979
18/9/1979:  Saint Lucia (SCR 453, GAR 34/1)

### Thập niên 1980

#### 1980
25/8/1980:  Zimbabwe (SCR 477, GAR S-11/1)
16/9/1980:  Saint Vincent và Grenadines (SCR 464, GAR 35/1)

#### 1981
15/9/1981:  Vanuatu (SCR 489, GAR 36/1)
25/9/1981:  Belize (SCR 491, GAR 36/3)
11/11/1981:  Antigua và Barbuda (SCR 492, GAR 36/26)

#### 1983
23/9/1983:  Saint Kitts và Nevis (SCR 537, GAR 38/1)

#### 1984
21/9/1984:  Brunei (SCR 548, GAR 39/1)

### Thập niên 1990

#### 1990
23/4/1990:  Namibia (SCR 652, GAR S-18/1)
18/9/1990:  Liechtenstein (SCR 663, GAR 45/1)

#### 1991
24/8/1991: / Ukraina (Ukraina độc lập từ Liên Xô)
17/9/1991:
- Cộng hòa Dân chủ Nhân dân Triều Tiên (SCR 702, GAR 46/1)
- Hàn Quốc (SCR 702, GAR 46/1)
- Liên bang Micronesia (SCR 703, GAR 46/2)
- Đảo Marshall (SCR 704, GAR 46/3)
- Belarus (Belarus độc lập từ Liên Xô)
- Estonia (SCR 709, GAR 46/4)
- Latvia (SCR 710, GAR 46/5)
- / Lithuania (SCR 711, GAR 46/6)

#### 1992
2/3/1992:
- / Kazakhstan (SCR 732, GAR 46/224)
- Armenia (SCR 735, GAR 46/227)
- / Kyrgyzstan (SCR 736, GAR 46/225)
- Uzbekistan (SCR 737, GAR 46/226)
- / Tajikistan (SCR 738, GAR 46/228)
- Moldova (SCR 739, GAR 46/223)
- / Turkmenistan (SCR 741, GAR 46/229)
- Azerbaijan (SCR 742, GAR 46/230)
- San Marino (SCR 744, GAR 46/231)

22/5/1992:
- Croatia (SCR 753, GAR 46/238)
- Slovenia (SCR 754, GAR 46/236)
- Cộng hòa Bosnia và Herzegovina (SCR 755, GAR 46/237) →  Bosnia và Herzegovina

31/7/1992: / Georgia (SCR 763, GAR 46/241)

#### 1993
19/1/1993:
- Slovakia (SCR 800, GAR 47/222)
- Cộng hòa Séc (SCR 801, GAR 47/221)

8/4/1993:  Cựu Cộng hòa Nam Tư Macedonia (SCR 817, GAR 47/225) →  Bắc Macedonia
28/5/1993:
- Eritrea (SCR 828, GAR 47/230)
- Monaco (SCR 829, GAR 47/231)

28/7/1993:  Andorra (SCR 848, GAR 47/232)

#### 1994
15/12/1994:  Palau (SCR 963, GAR 49/63)

#### 1999
14/9/1999:
- Kiribati (SCR 1248, GAR 54/1)
- Nauru (SCR 1249, GAR 54/2)
- Tonga (SCR 1253, GAR 54/3)

### Thập niên 2000

#### 2000
5/9/2000:  Tuvalu (SCR 1290, GAR 55/1)
1/11/2000:  Cộng hòa Liên bang Nam Tư (SCR 1326, GAR 55/12) →  Serbia và Montenegro →  Serbia (nhà nước kế tục)

#### 2002
10/9/2002:  Thụy Sĩ (SCR 1426, GAR 57/1)
27/9/2002:  Đông Timor (SCR 1414, GAR 57/3)

#### 2006
28/6/2006:  Montenegro (SCR 1691, GAR 60/264)

### Thập niên 2010

#### 2011
14/7/2011:  Nam Sudan (SCR 1999, GAR 65/308)

## Tóm tắt

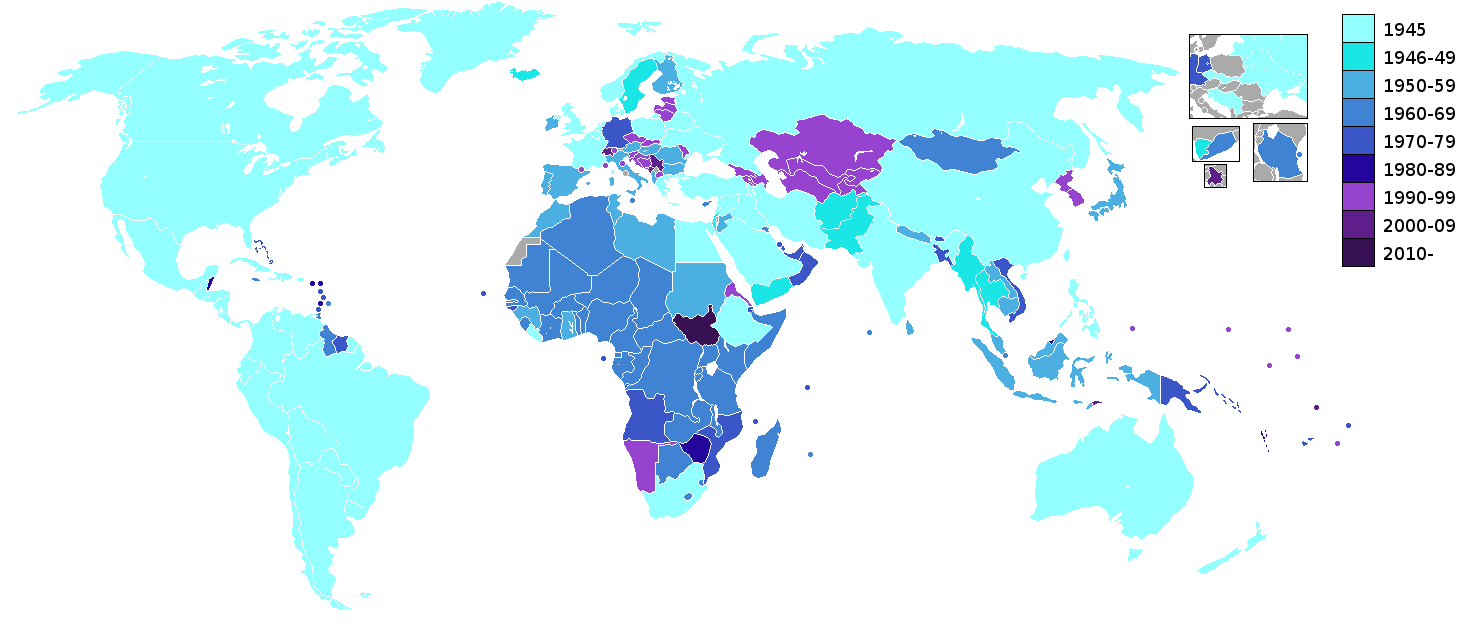
Bản đồ thành viên Liên Hợp Quốc theo thời gian gia nhập

Dưới đây là tóm tắt về sự mở rộng thành viên của Liên Hợp Quốc.
| Năm       | Số thành viên gia nhập | Số thành viên hiện tại |
| --------- | ---------------------- | ---------------------- |
| 1945      | 51                     | 51                     |
| 1946      | 4                      | 55                     |
| 1947      | 2                      | 57                     |
| 1948      | 1                      | 58                     |
| 1949      | 1                      | 59                     |
| 1950      | 1                      | 60                     |
| 1951–1954 | 0                      | 60                     |
| 1955      | 16                     | 76                     |
| 1956      | 4                      | 80                     |
| 1957      | 2                      | 82                     |
| 1958      | 1                      | 83                     |
| 1959      | 0                      | 83                     |
| 1960      | 17                     | 100                    |
| 1961      | 4                      | 104                    |
| 1962      | 6                      | 110                    |
| 1963      | 3                      | 113                    |
| 1964      | 3                      | 115                    |
| 1965      | 3                      | 117                    |
| 1966      | 4                      | 122                    |
| 1967      | 1                      | 123                    |
| 1968      | 3                      | 126                    |
| 1969      | 0                      | 126                    |
| 1970      | 1                      | 127                    |
| 1971      | 5                      | 132                    |
| 1972      | 0                      | 132                    |
| 1973      | 3                      | 135                    |
| 1974      | 3                      | 138                    |
| 1975      | 6                      | 144                    |
| 1976      | 3                      | 147                    |
| 1977      | 2                      | 149                    |
| 1978      | 2                      | 151                    |
| 1979      | 1                      | 152                    |
| 1980      | 2                      | 154                    |
| 1981      | 3                      | 157                    |
| 1982      | 0                      | 157                    |
| 1983      | 1                      | 158                    |
| 1984      | 1                      | 159                    |
| 1985–1989 | 0                      | 159                    |
| 1990      | 2                      | 159                    |
| 1991      | 7                      | 166                    |
| 1992      | 13                     | 179                    |
| 1993      | 6                      | 184                    |
| 1994      | 1                      | 185                    |
| 1995–1998 | 0                      | 185                    |
| 1999      | 3                      | 188                    |
| 2000      | 2                      | 189                    |
| 2001      | 0                      | 189                    |
| 2002      | 2                      | 191                    |
| 2003–2005 | 0                      | 191                    |
| 2006      | 1                      | 192                    |
| 2007–2010 | 0                      | 192                    |
| 2011      | 1                      | 193                    |
| 2012–nay  | 0                      | 193                    |